# A Short View of the Immorality and Profaneness of the English Stage

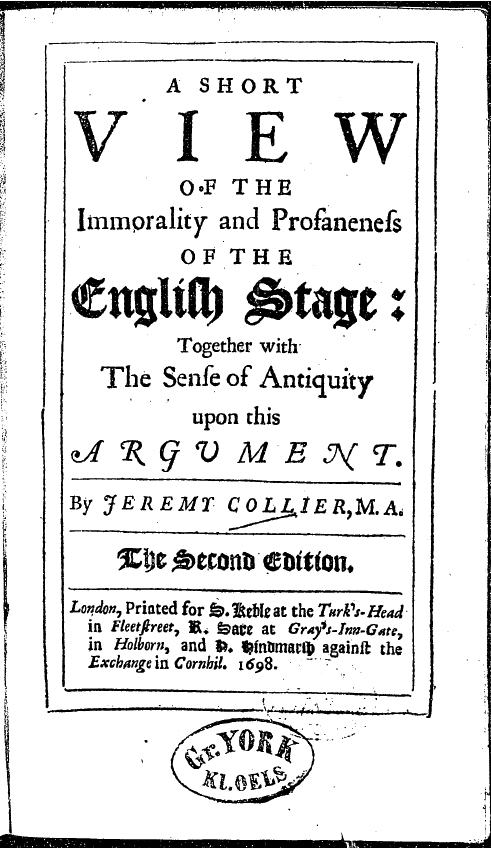
A short view of the immorality and profaneness of the English stage

A Short View of the Immorality and Profaneness of the English Stage. Together with the Sense of Antiquitiy upon this Argument (deutsch Eine kurze Betrachtung über die Unsittlichkeit und Gottlosigkeit der englischen Bühne, zusammen mit der Ansicht der Antike zu diesem Thema) ist eine Streitschrift gegen das Theater, die der puritanische Geistliche Jeremy Collier 1698 verfasste.
Collier greift vor allem die damals besonders populären Restaurationskomödien Love for Love (1695) von William Congreve und The Relapse (1696) von John Vanbrugh an. Aber auch andere Autoren bis hin zu William Shakespeare und John Dryden kritisiert er vehement.
Colliers Vorwurf der Unsittlichkeit zielt vor allem auf die fehlende poetische Gerechtigkeit und beispielgebende Moral der Restaurationskomödie. Er legt ausführlich dar, dass alle Personen der Stücke charakterlich verkommen und unmoralisch seien, und er klagt die Autoren an, dass sie nicht nur darauf verzichtet hatten, diese Charaktere einer Bestrafung zuzuführen, sondern dass diese für ihr Verhalten häufig auch noch belohnt würden.
Den Vorwurf der Gottlosigkeit untermauerte Collier durch Zitate aus den Stücken, anhand deren er zeigte, wie häufig Ausrufe wie „Heaven!“ („Himmel!“) oder Klagen gegen das Schicksal in den Stücken auftauchten – Vorwürfe, die einem heutigen Theaterbesucher nicht mehr nachvollziehbar sind und nur vor dem Hintergrund der damaligen Zeit zu verstehen sind. Collier zitiert keine Flüche oder offene Blasphemie, die zur damaligen Zeit weder auf der Bühne noch in gedruckter Form geduldet worden wären.
Colliers Vorgehen, Zitate aktueller Stücke in seiner Klageschrift zu verwenden, war für damalige Zeit innovativ. Er erregte mit seiner Schrift viel Aufmerksamkeit und provozierte eine Reihe von Gegenschriften. William Congreve antwortete Collier mit dem langen Schriftstück Amendments of Mr. Collier's False and Imperfect Citations. Vanbrugh dagegen weigerte sich, Colliers Angriff ernst zu nehmen und machte sich in seiner kurzen und ironischen Antwortschrift A short Vindication of The Relapse and The Provok'd Wife From Immorality and Prophaneness über Collier lustig, in dem er ihm vorwarf, empfindlicher auf die wenig schmeichelhafte Darstellung von Kirchenmännern zu reagieren als auf echte Gottlosigkeit.
Gelegentlich wurde behauptet, Short View habe wesentlich zum Wandel des britischen Theatergeschmacks zu Beginn des 18. Jahrhunderts beigetragen. Dieser Wandel hatte jedoch schon begonnen, bevor Collier seine Schrift veröffentlichte. Aus heutiger Sicht ist die Streitschrift lediglich das schriftliche Zeugnis eines gesellschaftlichen Wandels seit der freizügigen Zeit unter Charles II., zu dem demographische Veränderungen, die Glorious Revolution von 1688 und die Ablehnung des Theaters durch William III. und Königin Mary beigetragen hatten.